# أندي براكام

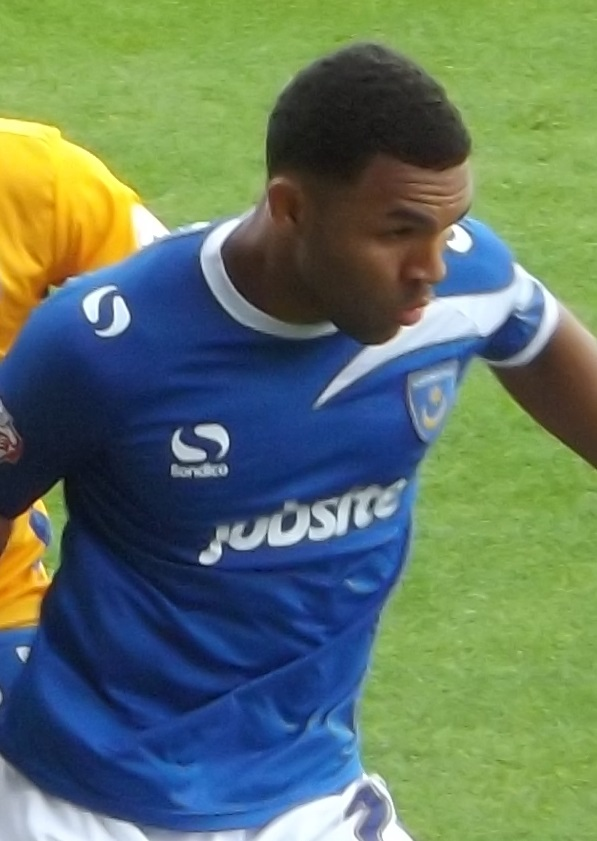

أندي براكام (بالإنجليزية: Andy Barcham)‏، من مواليد 16 ديسمبر 1986، لاعب كرة قدم إنجليزي.
بدأ مسيرته الكروية مع نادي توتنهام هوتسبر، وهو يلعب حاليا مع نادي أي سي ويمبلدون في الدوري الإنجليزي الدرجة الثانية.

## روابط خارجية
- أندي براكام على موقع قاعدة بيانات كرة القدم.إي يو (الإنجليزية)
- أندي براكام على موقع Soccerbase.com (لاعب) (الإنجليزية)